# Melanterius castaneus
Melanterius compactus
Espèce
Synonymes
- Melanterius compactus Lea, A.M. 1899

Melanterius castaneus est une espèce d'insectes coléoptères de la famille des Curculionidae originaire d'Australie.

## Classification
L'espèce Melanterius compactus est décrite par entomologiste australien Lea en 1899,

### Synonyme
- Melanterius compactus Lea, A.M. 1899

## Présentation
L'espèce a été introduite en Afrique du Sud en 2001 pour lutter contre l'invasion d'espèces d'acacias australiens (notamment Acacia pycnantha et Acacia saligna) en particulier dans la région du Cap.

### Publication originale
- [Arthur Mills Lea 1899] (en) Arthur Mills Lea, « Revision of the Australian Curculionidae belonging to the subfamily Cryptorhynchides. Part III », Proceedings of the Linnean Society of New South Wales,‎ 1899.